# Ariadna Tudel Cuberes
Ariadna Tudel Cuberes (Escaldes-Engordany, Andorra, 17 de novembre de 1978) és una ciclista i esquiadora de muntanya andorrana.
Ha estat la primera i única ciclista professional que ha tingut Andorra.
Tudel va començar l'esquí de muntanya l'any 2004, i va competir per primer cop a la cursa Nocturna Pas de la Casa l'any 2005.
Com a ciclista va representar Andorra al Campionat del Món de carretera UCI 2009 en la cursa femenina de carretera i també al Campionat del Món de carretera UCI 2010 en la cursa femenina en carretera. Va competir amb l'equip de ciclisme professional Bizkaia-Durango els anys 2010 i 2011. El 2009 Tudel s'emportå la medalla de bronze per equips juntament amb Sophie Dusautoir Bertrand als Championnats d'Europe de ski-alpinisme 2009.